# Piccoli uomini (film 1934 Rosen)
Piccoli uomini (Little Men) è un film del 1934 diretto da Phil Rosen.

## Distribuzione
In Italia il film fu distribuito dalla Fiorenza Film nel 1939.

## Accoglienza

### Critica
(Mario Gromo, La Stampa, 12 aprile 1939)